# Vogrsko
Vogrsko (furlansko Ungrispac, italijansko Voghersca) je razloženo naselje z gručastim jedrom v Občini Renče - Vogrsko z okoli 900 prebivalci, ki stoji ob srednjem toku potoka Vogršček v Vipavski dolini, na kraju, kjer je z zajezitvijo v 1980. letih nastalo Vogrsko jezero. Sestavlja ga več zaselkov, med njimi Stara Gora, Mali Dunaj, Lemovo, Boršt, Kurnik, Replje, Jazbine in Brije, središčni Britof z župnijsko cerkvijo sv. Justa pa stoji na griču med dolinama Vogrščka in Lijaka.
Prebivalci se ukvarjajo s kmetijstvom in obrtjo, večina pa se vozi na delo v Novo Gorico. V okolici gojijo koruzo, po okoliških gričih pa breskve in vinsko trto.

## Zgodovina
Najstarejša znana omemba kraja v pisnih virih je iz leta 1180, kot posest Alberta Ungrispacha oz. gospoda Vogrskega, vazala goriškega grofa. Ime kraja, in s tem tudi rodbine, najverjetneje izhaja iz besede »ugor« (jegulja) ali po domače »vigur«. Ungrispachi so v 13. stoletju sredi naselja zgradili grad Vogrsko v romanskem slogu, ki je v naslednjih stoletjih večkrat menjal lastnike. Edlingi so ga v 18. stoletju predelali v rezidenco z arkadnim dvoriščem, med prvo svetovno vojno pa je bil večji del uničen. Na pobočju Stare gore v bližini stoji še dvorec Vogrsko, sprva renesančna graščina, ki jo je rodbina Bosizio von Turnegg sredi 18. stoletja predelala v baročni dvorec. Konec 20. stoletja je bil obnovljen.
Med leti 1887 in 1926 je bilo Vogrsko središče samostojne občine. Med prvo svetovno vojno je bil velik del prebivalstva pregnan, med drugo svetovno vojno pa je bil kraj pomembno središče narodnoosvobodilnega boja. Tu je bil septembra 1943 ustanovljen Narodnoosvobodilni svet za Primorsko Slovenijo. Na tem območju je delovala tudi partizanska tiskarna Ančka 222.